# Veronica Carstens
Veronica Carstens, z d. Prior (ur. 18 czerwca 1923 w Bielefeld, zm. 25 stycznia 2012 w Bonn) – niemiecka lekarka, pierwsza dama Niemiec.

## Życiorys
Po zdaniu egzaminu maturalnego, w 1942 rozpoczęła studia medyczne na Uniwersytecie we Fryburgu. Po przerwaniu nauki, w latach 1944-1945 pracowała jako pielęgniarka w szpitalach polowych niemieckiego Czerwonego Krzyża. Od 1956 roku kontynuowała na Uniwersytecie w Bonn przerwane wcześniej studia medyczne.
W 1960 ukończyła studia obronił prace doktorską, uzyskując tytuł doktora nauk medycznych. Następnie odbyła szkolenie specjalizacyjne w zakresie chorób wewnętrznych w szpitalu w Bonn-Beuel. W 1968 roku założyła prywatną praktykę internistyczną w Meckenheim. Jej zainteresowania zawodowe skupiały się głównie na homeopatii.
W 1944 poślubiła prawnika Karla Carstensa, który w latach 1979-1984 sprawował urząd prezydenta Niemiec. Jako pierwsza dama, Veronica Carstens kontynuowała praktykę lekarską. 24 czerwca 1981, w ramach Związku Sponsorów Nauki Niemieckiej, Carstensowie powołali fundację na rzecz badań homeopatycznych. Fundacja wspomagała m.in. badania dotyczące naturalnych metod uzdrawiania. Od 1989 fundacja zwana jest Fundacją Karla i Veroniki Carstens (niem. Karl und Veronica Carstens-Stiftung).
W 1995 roku otrzymała nagrodę Fundacji Hermanna Ehlersa. Pracowała w zawodzie lekarze do 2009, następnie zamieszkała w sanatorium w Bonn. Została pochowana obok męża na cmentarzu Riensberg w Bremie.